# 張培仁
張培仁，字少伯。廣西賀縣人，清朝政治人物。進士出身。

## 生平
張培仁於道光二十六年（1846年）中式丙午科舉人，道光二十七年（1847年）聯捷丁未科張之萬榜二甲進士，以知縣即用。曾官湖南善化縣知縣，加同知銜。工詩文，著有《妙香室叢話》十四卷。